# ボビー・レイホール
ロバート・"ボビー"・ウッドワード・レイホール（Robert "Bobby" Woodward Rahal、1953年1月10日 - ）は、アメリカ合衆国・オハイオ州メダイナ生まれの元レーシングドライバーで、現在レーシングチームのオーナー。2004年に国際モータースポーツ殿堂入りを果たした。
日本においてかつては「レイハル」「レーハル」「ラハル」等と表記されていたが、近年は本人による発音により近い「レイホール」と表記されるようになった。

## プロフィール

### ドライバー
ドライバーとしては、3度のCARTチャンピオンとなり、1981年のデイトナ24時間レース、1986年のインディ500、1987年のセブリング12時間レースなどのメジャーレースで勝利を挙げ、チャンプカーでは24レースで勝利を挙げた。レイホールは1998年に競技生活を引退した。チャンプカー史上において最年少レースデビュー、生涯獲得賞金第2位、ラップリーダー数第3位、勝利数第4位、ポールポジション数第5位の記録を持つ。
レイホールはアメリカ大陸でレース活動を開始したが、1978年にはウルフ・レーシングからF3に参戦した。同年の北米大陸で開催されたF1の2レースに、同じくウルフ・レーシングから参戦した。翌1979年にはアメリカに戻り、北米でのレース活動を再開した。
レイホールは1982年に地元オハイオ出身のジム・トゥルーマンがオーナーを務めるトゥルースポーツからCARTデビューを果たした。
このシーズンはシリーズ第4戦（インディ500を含めると5レース目）で初優勝を果たし、2勝を含め232ポイントを集め、277ポイントでチャンピオンになったリック・メアーズに次ぐランキング2位を獲得するとともに、ルーキ・オブ・ザ・イヤーに選ばれた。
1986年にはインディ500で初優勝、末期癌に侵されていたトゥルーマンに悲願のタイトルを贈ることにもなった。その後地元の、またトゥルーマンが設計したミッドオハイオで凱旋優勝を果たすなどの活躍でこの年CARTで初のチャンピオンを獲得する（インディ500の10日後に死去したトゥルーマンに捧げるものでもあった）と、翌1987年もチャンピオンを防衛した。
1992年、レイホールはカール・ホーガンと共同でレイホール＝ホーガン・レーシングを興した。レイホールはオーナー・ドライバーとしてシリーズに参戦すると、3度目のチャンピオンを獲得することに成功した。

### チームオーナー
レイホールはレイホール＝ホーガン・レーシングを運営していたが、カール・ホーガンが去るとチーム名はチーム・レイホールに変更され、2004年5月にデイヴィッド・レターマンの出資を受けると、「レイホール・レターマン・レーシング」に変更された。2011年からは実業家のマイク・ラニガンが経営に参加したことに伴い、「レイホール・レターマン・ラニガン・レーシング」の名称で活動している。
インディカー・シリーズでは2003年から本格的に参戦。2009年から2011年はインディアナポリス500のスポット出場のみだったが、2012年以降は再びフルシーズンを戦っている。過去にはバディ・ライスが2004年に、佐藤琢磨が2020年にインディアナポリス500を制したほか、2005年からの2年間はダニカ・パトリックと契約し、同年のインディアナポリス500で女性初のラップリーダーを記録した。

#### ジャガー・レーシング
2001年にはF1のジャガー・レーシングの代表へ就任。チーム成績は芳しいものではなく、当時マクラーレンのテクニカル・ディレクターを務めており、CART時代の同僚だったエイドリアン・ニューウェイのヘッドハントを画策。一度はサインを交わしたものの、マクラーレンのチーム代表であるロン・デニスの説得でチーム残留を発表。このことによりフォード首脳陣の信頼を失ったレイホールは更迭された。
なお、フォードはのちにレッドブルへチームを売却し、2005年からレッドブル・レーシングとして活動しているが、2006年以降はマクラーレンを離脱したニューウェイがテクニカル・ディレクターの職に就いている。

## レース戦績

### F1
| 年     | 所属チーム | シャシー | 1   | 2   | 3   | 4   | 5   | 6   | 7   | 8   | 9   | 10  | 11  | 12  | 13  | 14  | 15     | 16      | WDC       | ポイント |
| ------ | ---------- | -------- | --- | --- | --- | --- | --- | --- | --- | --- | --- | --- | --- | --- | --- | --- | ------ | ------- | --------- | -------- |
| 1978年 | ウルフ     | WR5      | ARG | BRA | RSA | USW | MON | BEL | ESP | SWE | FRA | GBR | GER | AUT | NED | ITA | USA 12 |         | NC (33位) | 0        |
| 1978年 | ウルフ     | WR1      |     |     |     |     |     |     |     |     |     |     |     |     |     |     |        | CAN Ret | NC (33位) | 0        |

(key)

### ル・マン24時間レース
| 年     | チーム                          | コ・ドライバー                                | 車両                    | クラス | 周回数 | 総合順位 | クラス順位 |
| ------ | ------------------------------- | --------------------------------------------- | ----------------------- | ------ | ------ | -------- | ---------- |
| 1980年 | ディック バーバー レーシング    | ボブ・ギャレットソン アラン・モファット       | ポルシェ・935 K3        | IMSA   | 134    | DNF      | DNF        |
| 1981年 | クック-ウッズ レーシング        | ブライアン・レッドマン                        | ローラー・T600-ポルシェ | S +2.0 | -      | DNQ      | DNQ        |
| 1982年 | ギャレットソン ディベロプメント | スキーター・マッキタリック ジム・トゥルーマン | マーチ・82G             | C      | 28     | DNF      | DNF        |